# Omar Ghayatt
Mohamed Ibrahim Abd al-Aziz Ahmed Omar Ghayatt (in arabo محمد إبراهيم عبدال عزيز أحمد عمر غايات‎?, Muḥammad Ibrāhīm ‘Abd al-‘Azīz Ahmad ‘Umar Ghāyāt; Il Cairo, 23 febbraio 1976) è un artista, scenografo e regista egiziano naturalizzato svizzero che vive e lavora tra Berna e Il Cairo.

## Biografia
Un precoce interesse per la Commedia, combinato con un forte senso per il visuale, hanno portato Ghayatt a sviluppare la sua caratteristica miscela di Performance art. 
Si è laureato presso la Facoltà di Arts and Education a Il Cairo nel 1998. Nel 2003 fonda la compagnia teatrale Studio Moroni e presenta la sua prima opera d'arte importante "Night Traveller", alla Townhouse Gallery del Cairo. Vince il primo premio per la performance al 15th Egyptian Youth Salon nello stesso anno ed è il primo premio mai assegnato in Egitto per l'arte performativa.
Negli anni successivi, il suo lavoro lo porta in diversi paesi, tra cui Francia, Bosnia, Turchia, Polonia e Corea. Nel 2007 giunge a Berna con il programma di residenza d'artista Pro Helvetia. Torna in seguito in Svizzera per fare un Master in scenografia presso l'Università delle Arti di Zurigo (Zürcher Hochschule der Künste). Dal 2010, Ghayatt ha sede alla Stadtgalerie di Berna , con uno studio patrocinato dalla Città di Berna, oltre ad essere ancora associato alla Townhouse Gallery de Il Cairo. (EN) 

## Tematiche
Il lavoro di Ghayatt si propone di esplorare l'universale attraverso lo specifico, utilizzando un linguaggio chiaro e visivo di immagini, scene e movimenti che possono esser facilmente capiti.
I primi spettacoli ruotavano attorno ai temi della nascita, della morte, e l'esistenza umana. Più recentemente, Ghayatt si è concentrato sulle tensioni alle quali ci troviamo di fronte in un mondo globalizzato, esplorando il tanto discusso "scontro di civiltà" tra Occidente e Oriente nella sua collaborazione Made in Paradise con la performance dell'artista Yan Duyvendak e il drammaturgo Nicole Borgeat. Il suo ultimo progetto, “If I Weren't Egyptian, …” è un gioco al confine tra finzione e realtà, incentrato intorno alla tendenza umana universale di progettare speranze e sogni in un altrove. (EN) 

## Metodologia

### L'immagine nascosta
La pratica teatrale e la ricerca di Ghayatt non hanno nulla a che fare con la parola parlata. Lui stesso dice: "Cerco una traduzione visiva dei nostri sentimenti, nella convinzione che l'immagine sul palco è molto più forte di qualsiasi altra cosa e che il teatro può essere universale, quando si avvale di un linguaggio visivo. Con la parola 'immagine' non intendo una foto o un oggetto, ma l'immagine che posso costruire nelle menti degli spettatori. Io la chiamo l'immagine nascosta, un'immagine che è possibile vedere anche se chiudi gli occhi. In scena cerco di usare parole, suoni, musica e movimenti del corpo come se fossero elementi visivi." (EN) 

## Progetti
- Les Passager (2006)
- Fragil (2007)
- Gate 11 (2007)
- Made in Paradise (2008)
- If I weren't Egyptian (2011)
- The Casting (2012)
- Violence Lointaine (2013)
- OCD (2016)
- Still in Paradise (2016)
- Divine Museum (2019)

## Performances 2008-2011

### 2011
- Townhouse Gallery, Cairo
- Scène du Jura Théâtre de Lons-le-Saunier, Lons-le-Saunier
- La Rampe scène conventionnée Rhône-Alpes, Echirolles
- Le Phénix, Scène Nationale de Valenciennes, Valenciennes
- Sortie Ouest, Béziers

### 2010
- Pronomades, Encausse-les-Thermes
- Reims Scène dʼEurope, Reims
- Institut des Cultures dʼIslam, Parigi
- Whatʼs The Difference?, PROGR, Berna
- Festival Legàmi, Inteatro, Polverigi
- Incontri teatrali, Lugano
- Kaserne Basel, Basilea
- Festival Hybrides, Montpellier
- DSN - Dieppe Scène Nationale, Dieppe
- Theatre du GRÜTLI, Ginevraa
- Festival Hybrides, Montpellier
- Scène Nationale de Petit-Quevilly, Rouen
- Le Lieu Unique scène nationale, Nantes
- Théâtre dʼArles scène conventionnée, Arles

### 2009
- Le Manège de Reims, scène nationale, Reims
- Moussem", BOZAR, Palais des Beaux-Arts, Bruxelles
- Les Inaccoutumées", ménagerie de verre, Parigi
- Le Carré des Jalles, Saint-Médard-en-Jalles, Bordeaux
- Kairo-Beirut", Brotfabrik-Theater, Bonn
- Extra Ball" centre culturel Suisse, Parigi
- La Bâtie, Festival de Genève", GRÜ, Ginevra
- Zürcher Theater Spektakel", Zurigo
- extra-09", Bonlieu scène nationale, Annecy
- Nouvelles Danse Strasbourg", Studio Pôle Sud, Strasbourg
- Des souris, des hommes", Le Carré des Jalles, Saint-Médard-en-Jalles Bordeaux
- Tanz, Musik und Theater aus der Romandie", Dampfzentrale, Berna
- Telling Tales", Kunstmuseum des Kantons Thurgau, Kartause Ittingen
- Arsenic, Centre dʼArt scénique contemporain, Lausanne

### 2008
- Hippodrome scène nationale, Douai
- Visibility 4", Galata perform, Istanbul
- actʼOral" Théâtre de la Colline, Parigi
- Temps dʼImages" La Ferme du Buisson, Marne-la-Vallée
- actʼOral" montévidéo, Marseille
- Shifting Identities [Swiss] Art Now", Gessnerallee, Zurigo
- Der längste Tag", Kunsthof, Zurigo
- International festival of modern dance", Cairo Opera House, Il Cairo
- Said Darwish theatre, Alexandria Opera House, Alessandria d'Egitto
- "SOS48", Centro de Congresos, Murcia, Spagna
- "Da-Hena", PROGR “Zentrum Für Kulturproduktion, Berna
- KGIT, Korean German Institute, Seoul

## Riconoscimenti
- 2003 Primo premio, The 15th salon of youth Egyptian artists
- 2004 Miglior scenografia, 2nd festival des jeunes créateurs
- 2004 CEMEA grant a International workshop, Festival dʼAvignone
- 2005 Premio Performance, The 17th salon of youth Egyptian artists
- 2005 Miglior Scenografia e Regia, 3th festival des jeunes créateurs
- 2006 CEMEA grant, International workshop, Festival dʼAvignone
- 2007 ProHelvetia grant, Artist in residence Program Schlachthaus Theatre, Berna
- 2010 City of Bern Fund KulturStadtBern,  Studio Grant, PROGR, Berna